# Hugh Ford
Hugh Ford (wym. [hju fɔrd]; ur. 5 lutego 1868 w Waszyngtonie, zm. w 1952) – amerykański reżyser filmowy, teatralny, scenarzysta oraz producent teatralny okresu kina niemego. Wyreżyserował lub był współreżyserem 31 filmów pomiędzy 1913 a 1921. Napisał również scenariusz do 20 filmów w latach 1913–1920.

## Życiorys
Początkowo Ford pracował w teatrze, reżyserując takie spektakle, jak Joseph and his Brethren, The Yellow Ticket oraz The Garden of Allah. W 1909 wyreżyserował sztukę The Dawn of a Tomorrow, która wystawiana była na Broadwayu. Po związaniu się kontraktem z wytwórnią Famous Players-Lasky został asystentem Edwina Portera i współreżyserował filmy nieme Such a Little Queen (1914) z Mary Pickford w roli głównej oraz Książę i żebrak (1915) z Marguerite Clark. W tym samym roku samodzielnie wyreżyserował niemy dramat The Eternal City, którego zdjęcia realizowano we Włoszech. W ciągu kilku lat wyreżyserował kilka ważnych produkcji, w tym dreszczowiec Seven Keys to Baldpate (1917) i komediodramat Mrs. Wiggs of the Cabbage Patch (1919). Karierę w przemyśle filmowym zakończył w 1921.

## Filmografia
Opracowano na podstawie materiału źródłowego:

### Współreżyser

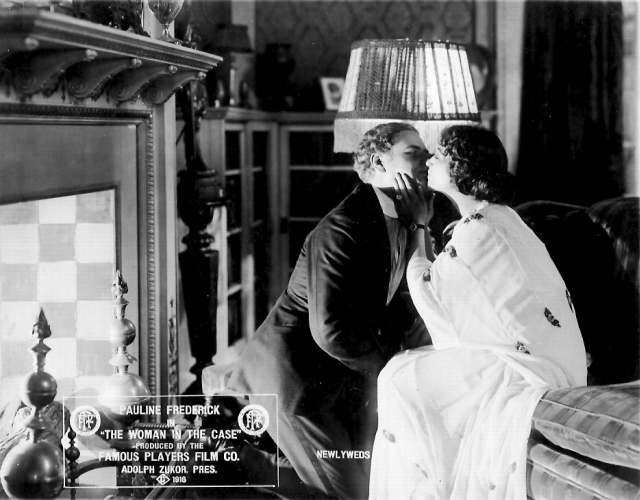
Alan Hale Sr. i Pauline Frederick w filmie The Woman in the Case (1916)

- Więzień Zendy (1913)
- Such a Little Queen (1914)
- The Crucible (1914)
- The Morals of Marcus (1915)
- Niobe (1915)
- When We Were Twenty-One (1915)
- Sold (1915)
- The White Pearl (1915)
- Zaza (1915)
- Bella Donna (1915)
- Książę i żebrak (1915)
- Lydia Gilmore (1915)
- The Eternal City (1915)

### Reżyser
- Poor Schmaltz (1915)
- The Woman in the Case (1916)
- Sleeping Fires (1917)
- The Slave Market (1917)
- Seven Keys to Baldpate (1917)
- Sapho (1917)
- Mrs Dane’s Defence (1918)
- The Danger Mark (1918)
- Mrs. Wiggs of the Cabbage Patch (1919)

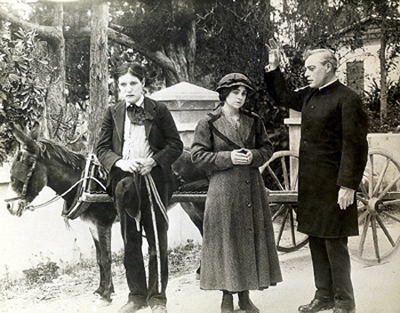
Od lewej: Jack J. Clark, Valentine Grant i Sidney Olcott na planie filmu The Innocent Lie (1916)

- The Woman Thou Gavest Me (1919)
- Tajna służba (1919)
- In Mizzoura (1919)
- Civilian Clothes (1920)
- His House in Order (1920)
- Lady Rose’s Daughter (1920)
- The Great Day (1920)
- The Call of Youth (1921)
- The Price of Possession (1921)

### Scenarzysta
- Więzień Zendy (1913)
- Such a Little Queen (1914)
- The Crucible (1914)
- Jim the Penman (1915)
- Still Waters (1915)
- Książę i żebrak (1915)
- The Old Homestead (1915)
- Lydia Gilmore (1915)
- Mysz i człowiek (1916)
- Diplomacy (1916)
- The Innocent Lie (1916)
- Molly Make-Believe (1916)
- The Moment Before (1916)
- Czerwona wdowa (1916)
- Saints and Sinners (1916)
- Jedwabie i satyny (1916)
- Mała Lady Eileen (1916)
- Sleeping Fires (1917)
- Sapho (1917)
- His House in Order (1920)